# 艾希莉·辛普森
艾希莉·辛普森（英語：Ashlee Nicole Simpson；1984年10月3日—），是美國流行搖滾歌手、詞曲創作人及女演員，她亦是流行歌手潔西卡·辛普森的妹妹。艾希莉一共推出過三張個人專輯，分別是2004年發行的《我就是我》、2005年發行的《艾自己》和2008年發行的《艾世界》。

## 個人生平

### 早年生平及第一張專輯
艾希莉生於德州韋科，小時候和父母遷居至達拉斯。生父是祖·辛普森（Joe Simpson），生母是提娜·安·辛普森（Tina Ann Drew）。她姊姊是流行女歌手潔西卡·辛普森（Jessica Simpson）。
艾希莉打從3歲起開始跳芭蕾舞，11歲時便成為美國芭蕾舞學校中最年輕的學員。艾希莉那段時間有飲食失調，曾經瘦得只有31公斤，但最後也痊癒了。
後來艾希莉舉家遷往洛杉磯，艾希莉開始往幕前挺進，在姊姊潔西卡的表演中客串演出。但是艾希莉本身也是個出色的演員。她在美國華納電視網的熱門影集《7th Heaven》中演出；又在迪士尼電影《辣媽辣妹》原聲帶中首度獻唱《請讓我哭》，艾希莉獨特的歌喉亦吸引了唱片大廠 Geffen 總裁的青睞，立即簽入旗下力捧，在2004年6月推出了第一張專輯《我就是我》，成績還算尚可。
MTV還特別為她倭作了《The Ashlee Simpson Show》的真人秀，節目內容記錄了艾希莉首張專輯的製作過程，此節目使艾希莉更為人認識。

### 周未夜現場事件
艾希莉在周未夜現場第568集（2004年10月23日—24日）任嘉賓，她要獻唱《艾的點滴》和《我就是我》，就在她要演唱《我就是我》時，前奏剛剛響起，她的麥克風還拿在腰部位置時，現場卻傳來她演唱《艾的點滴》的歌聲，被發現原來《艾的點滴》是用預錄帶對嘴假裝唱現場，艾希莉悄悄離開舞台，電視台也立即進廣告。
艾希莉的假唱風波透過實況轉播讓觀眾感到錯愕，大批怒不可遏的歌迷湧入留言版加以批評，甚至罵之詐騙。為了平息歌迷的不滿，艾希莉的經紀人爸爸祖·辛普森接受洛杉磯地區電台KIIS專訪時解釋，當天艾希莉·辛普森有胃酸逆流的毛病，在身體不適的情況下才會用預錄帶的方式進行對嘴演唱。祖·辛普森說：「如同很多在美國的歌手一樣，她準備了預錄帶上台演唱，所以不會讓全國的電視觀眾聽到沙啞的歌聲」。

### 第二張專輯
艾希莉把頭髮染回原來的金色，配合第二張專輯《艾自己》，《艾自己》就在2005年10月發行。艾希莉介紹說：「這10首歌的意境，就像黑暗與光明的交戰。每個人都有自己的陰暗面，但重要的是該如何積極地面對、去尋找出人生的光明面。」首支單曲《男朋友》登上告示牌熱門200排行榜頭二十名。據傳歌曲是針對盛傳艾希莉搶琳賽·蘿涵男友這新聞的反擊。第二單曲《L.O.V.E.》是一首Hip Hop風格的歌曲，登上告示牌熱門200排行榜頭二十五名。

### 第三張專輯
2006年11月，艾希莉表明她將重返錄音室並且預備她第三張的個人專輯。2007年，專輯名稱最終被定案為《艾世界》，由製作人 Timbaland、Kenna 與 Chad Hugo 操刀。她聲稱該專輯將更具「熱情的」元素，並較吉他更著重於節奏的部份。
2007年10月，此專輯的發行日期延後至2008年第一季。同年12月，第一支單曲《拋開煩惱》以數位單曲（網路付費下載）的方式發行。
艾希莉曾以1980年代的音樂風格描述此張專輯，但仍融合了流行搖滾的元素。她打算藉巡迴演出宣傳。專輯的第二首單曲《固執小公主》於2008年3月發行。
2008年4月22日，《艾世界》於美國地區發行，一般對此專輯的評價非常兩極化。服裝零售商 Wet Seal 於同日開始出售艾希莉親手設計的上衣，與專輯的發行相呼應。
因艾希莉懷孕的消息，使《艾世界》的宣傳期，與其先前發行的專輯相比，提前結束。這也是她截至目前為止，銷量最低的一張專輯。

## 私生活
2008年5月17日，艾希莉跟拍拖兩年的歌手彼特·溫茲奉子成婚；同年11月20日生下兒子，Bronx Mowgli Wentz。2011年2月8日，她以“不可调停的分歧”为由与温兹离婚。

## 唱片

### 專輯
《我就是我》（Autobiography）
- 推出日期：2004年7月20日
- 美國排行：#1 3周
- RIAA認可：3白金唱片
- CRIA認可：2白金唱片
- 全球銷量：700萬+

《艾自己》（I Am Me）
- 推出日期：2005年10月18日
- 美國排行：#1 1周
- RIAA認可：白金唱片
- CRIA認可：金唱片
- 全球銷量：500萬+

《艾世界》（Bittersweet World）
- 推出日期：2008年4月22日
- 美國排行：#4
- RIAA認可：無
- CRIA認可：無
- 全球銷量：50萬+

### 單曲
| Year   | Single                                   | Album        | 美國 | 美流行 | 英國 | 澳洲 | 挪威 | 全球 | RIAA認可 |
| ------ | ---------------------------------------- | ------------ | ---- | ------ | ---- | ---- | ---- | ---- | -------- |
| 2004年 | 《艾的點滴》（Pieces Of Me）             | 《我就是我》 | 5    | 1      | 4    | 7    | 3    | 3    | 金唱片   |
| 2004年 | 《影子》（Shadow）                       | 《我就是我》 | 57   | —      | —    | 31   | 63   | 31   |          |
| 2004年 | 《啦啦》（La La）                        | 《我就是我》 | 86   | —      | 11   | 10   | 16   | 18   | 金唱片   |
| 2005年 | 《男朋友》（Boyfriend）                  | 《艾自己》   | 19   | 13     | 12   | 8    | 19   | 16   |          |
| 2005年 | 《L.O.V.E.》                             | 《艾自己》   | 22   | 20     | —    | 5    | —    | 22   |          |
| 2006年 | 《Invisible》                            | —            | 21   | 19     | —    | —    | —    | 69   |          |
| 2007年 | 《拋開煩惱》（Outta My Head (Ay Ya Ya)） | 《艾世界》   | 112  | —      | 24   | 71   | —    | —    |          |
| 2008年 | 《固執小公主》（Little Miss Obsessive）  | 《艾世界》   | 96   | 67     | 24   | 71   | —    | —    |          |

- 標注「—」者可能尚未、沒有發行，或已發行但未上榜。
- 《L.O.V.E.》在歐洲未有發行。
- 《Invisible》僅以數位單曲方式於美國發行。

## 外部連結
- 新飛越情海
- Official MySpace Page （页面存档备份，存于）
- Ashlee Simpson's Official Website
- RSS Feed - Official Site feed
- Ashlee Simpson在互联网电影资料库（IMDb）上的資料（英文）